# NGC 3748
NGC 3748 (również PGC 36007 lub HCG 57E) – galaktyka soczewkowata (S0), znajdująca się w gwiazdozbiorze Lwa. Odkrył ją Ralph Copeland 5 kwietnia 1874 roku. Wchodzi w skład zwartej grupy galaktyk zwanej Septetem Copelanda, Hickson 57 lub Arp 320.